# Hohen Pritz
Hohen Pritz település Németországban, Mecklenburg-Elő-Pomeránia tartományban. Lakosainak száma 380 fő (2023. december 31.).

## Népesség
A település népességének változása:
| Lakosok száma | 354  | 353  | 367  | 373  | 380  |
|               | 2017 | 2019 | 2021 | 2022 | 2023 |